# Conca Tidal
La Conca Tidal és un embassament construït parcialment per l'home, que es troba entre el riu Potomac i el Canal de Washington, a la ciutat de Washington. Forma part del Parc West Potomac i és part important del Festival Nacional dels Cirerers en Flor, que hi té lloc cada primavera. Adjacents a la conca es troben el Monument a Thomas Jefferson, el Monument a Martin Luther King, Jr, el Monument a Franklin Delano Roosevelt i el Monument a George Mason. La conca cobreix una superfície d'unes 43 hectàrees i té una profunditat mitjana de 3 metres.

## Història

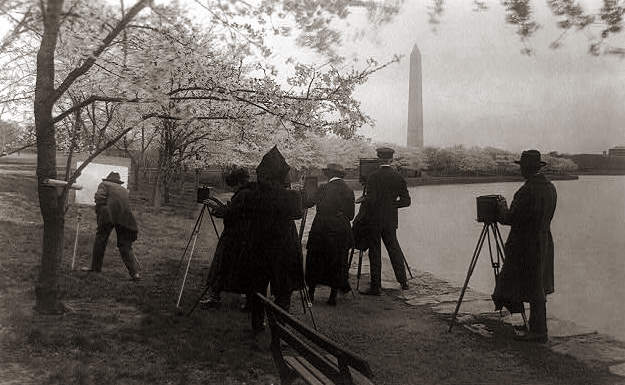
La conca Tidal a la dècada de 1920

El concepte de la conca Tidal va tenir el seu origen a la dècada de 1880, amb els objectius de servir tant de peça visual com per buidar el Canal de Washington, un port separat del riu Potomac per terres dipositades al Parc East Potomac. Peter Conover Hains, un oficial enginyer de l'exèrcit dels Estats Units, en va supervisar el disseny i la construcció. La conca va ser inicialment anomenada llac Twining, en honor del Major William Johnson Twining del Cos d'Enginyers de l'Exèrcit dels Estats Units, el primer enginyer comissionat de Washington DC. Segons un testimoni donat a una subcomissió del Congrés el 1917, va ser idea del Major Twining crear un dipòsit i utilitzar-lo per ajudar a buidar el Canal de Washington, i el disseny el va dur a terme el Coronel Hains. En un mapa del 1917 del Cos d'Enginyers ja es mostrava la conca amb el nom de llac Twining. La conca Tidal que existeix avui dia, no va ser presentada fins després de la Segona Guerra Mundial. Va ser construïda el 1949 per l'empresa constructora Alexander and Repass, fet que era inusual en aquell moment perquè Alexander era d'ascendència africana i Repass era d'ascendència europea.

## Disseny

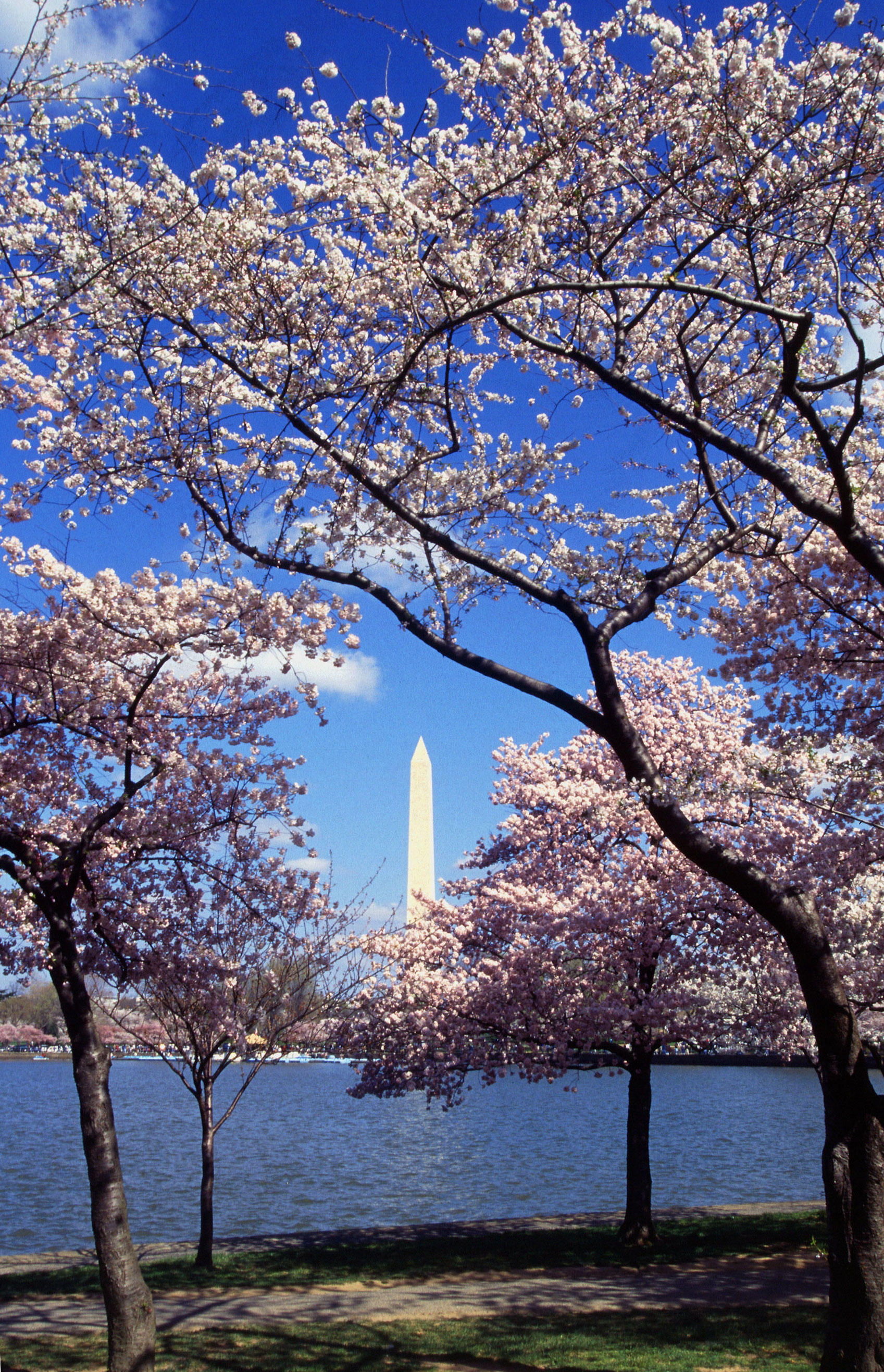
Cirerers en flor a la riba de la conca Tidal

La conca està dissenyada per alliberar 950.000 m³ d'aigua capturada durant la marea alta dues vegades al dia. Les portes d'entrada, situades al costat del Potomac, permeten que l'aigua entri a la conca durant la marea alta. Durant aquest temps, les portes de sortida, al costat del Canal de Washington, es tanquen per emmagatzemar l'aigua entrant i bloquejar el flux d'aigua i sediments al canal. Quan la marea comença a baixar, la sortida d'aigua de la conca força el tancament de les portes d'entrada. Aquesta mateixa força s'aplica a les portes de sortida, que s'obren al canal. L'acumulació de llim es arrossegada per la força de l'aigua des de la conca a través del canal. Recent el Cos d'Enginyers ha finalitzat un projecte per restaurar el funcionament de les portes.

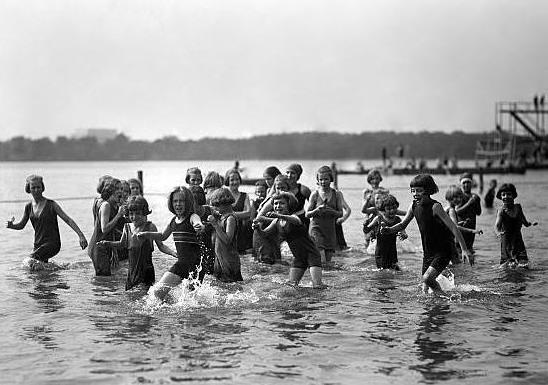
Orfes jugant a la conca Tidal vers 1924

El lòbul nord de la conca és travessat pels 132 metres del Pont Memorial Kutz, que porten el nom del general de brigada Charles W. Kutz, el Comissionat d'Enginyeria del Districte de Columbia durant la primera meitat del segle xx. El pont va ser dissenyat per Paul Cret, començat el 1941, completat el 1943 per Archie Alexander i modificat el 1954. És d'acer i formigó sobre pilons, i està recobert de granit.
Com a part de la restauració i redisseny de l'Estany reflectant del Monument a Abraham Lincoln, acabat el 2012, l'aigua es bombada des de la conca per omplir l'estany.

## Incidents
La conca Tidal va ser l'escenari d'un escandalós incident d'embriaguesa per part del President de la Comissió de Mitjans i Arbitratge de la Cambra de Representants dels Estats Units, el congressista demòcrata Wilbur Mills. El 7 d'octubre de 1974, cotxe de Mills, amb una estriper argentina coneguda com a Fanne Foxe i Mills a la part del darrere i conduït per un ex-membre del personal de Nixon, va ser aturat per la policia tard a la nit a causa que el conductor no havia encès els llums. Mills estava borratxo i al seu rostre hi tenia un tall fruit d'una baralla amb Foxe. Quan la policia es va acostar al cotxe, Foxe va sortir i es va amagar a la conca Tidal, que estava al costat. Malgrat l'escàndol, Mills va ser re-elegit per al Congrés el novembre de 1974 amb el 60% dels vots, però el desembre se'l va veure trontollant borratxo a l'escenari d'un club nocturn de Boston, on la senyoreta Foxe estava actuant. Poc després d'aquest segon escàndol Mills es va veure obligat a renunciar a la presidència de la Comissió de Mitjans i Arbitratge. Mills finalment va reconèixer el seu alcoholisme, va rebre tractament a l'Institut West Palm Beach, i es va unir a Alcohòlics Anònims. No es va presentar a la reelecció el 1976.

## Oci
Des de mitjans de març fins a l'octubre es poden llogar bots a pedals de dues o quatre places. L'activitat és molt popular durant el Festival Nacional dels Cirerers en Flor, que té lloc a l'abril.

## Galeria

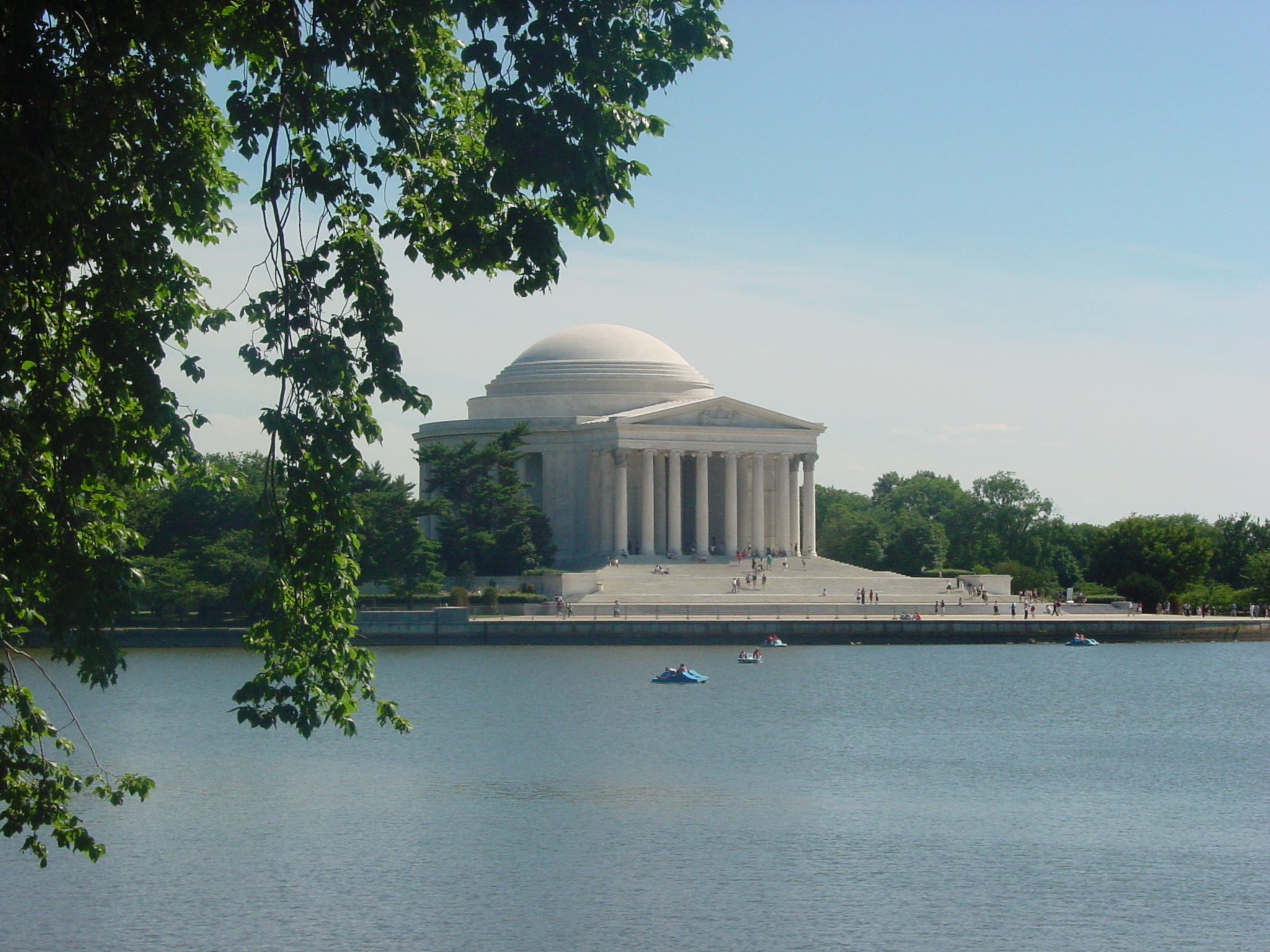
El Monument a Thomas Jefferson Memorial vist des de la conca Tidal
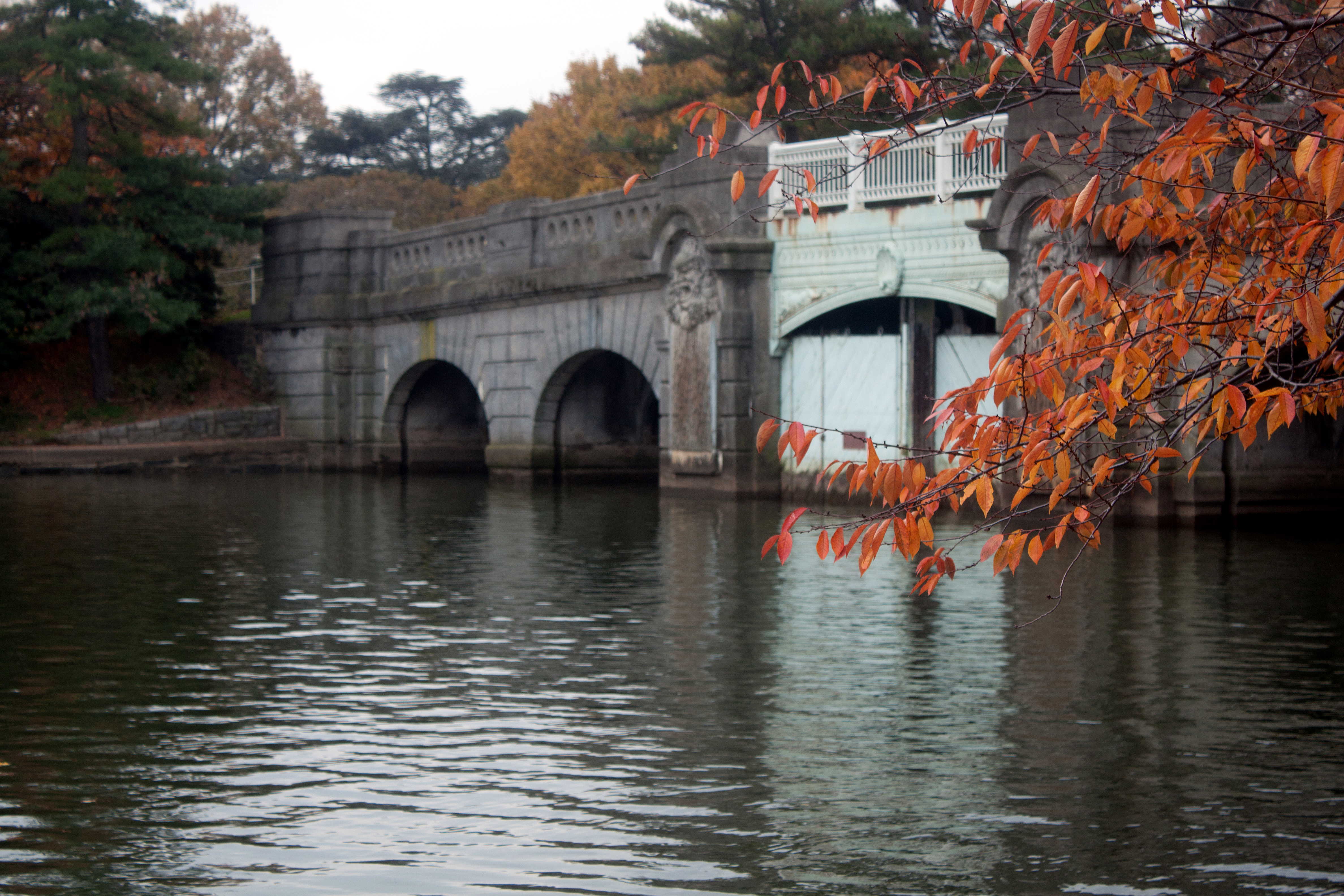
Portes d'entrada
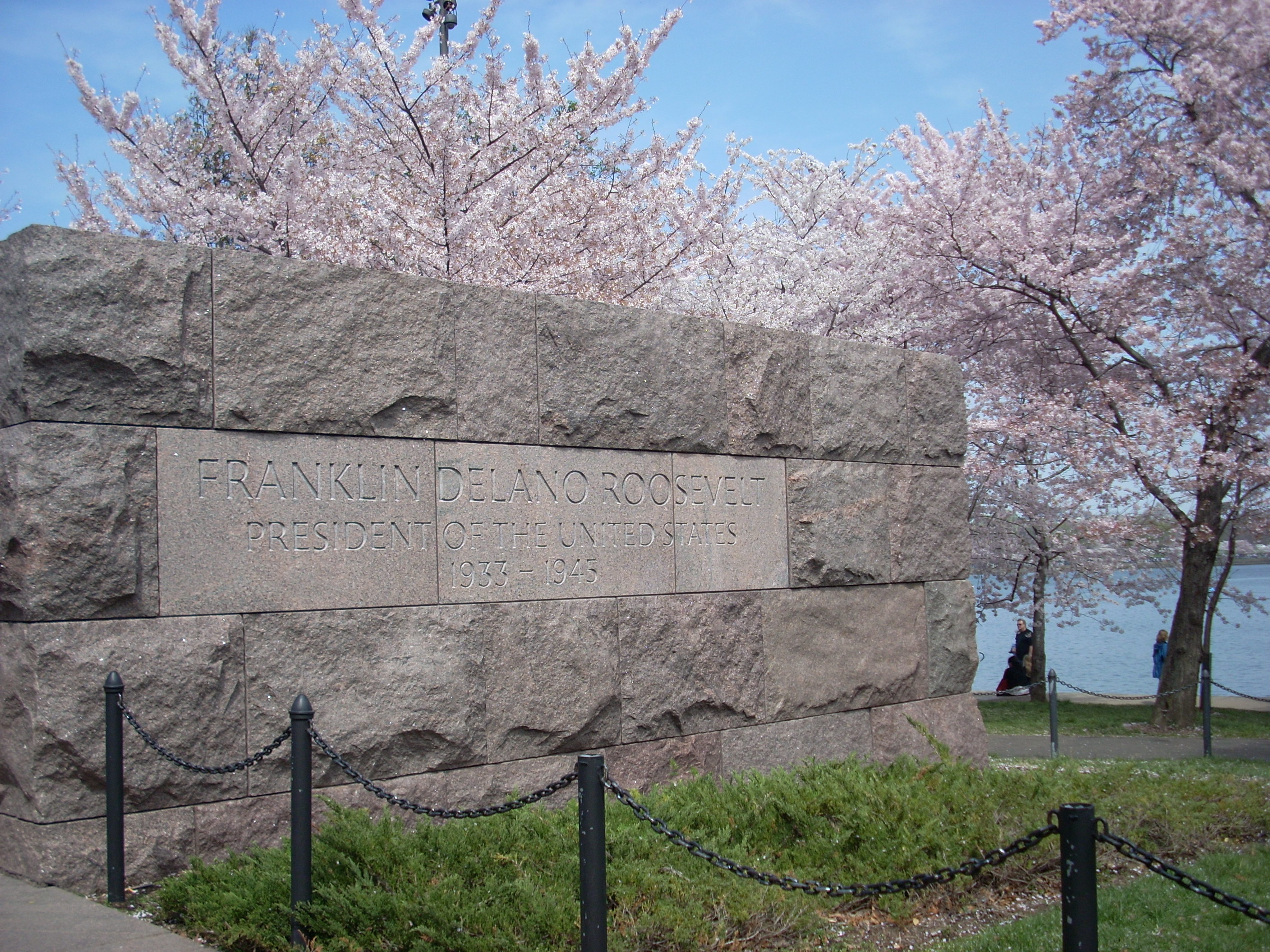
Monument a Franklin Delano Roosevelt
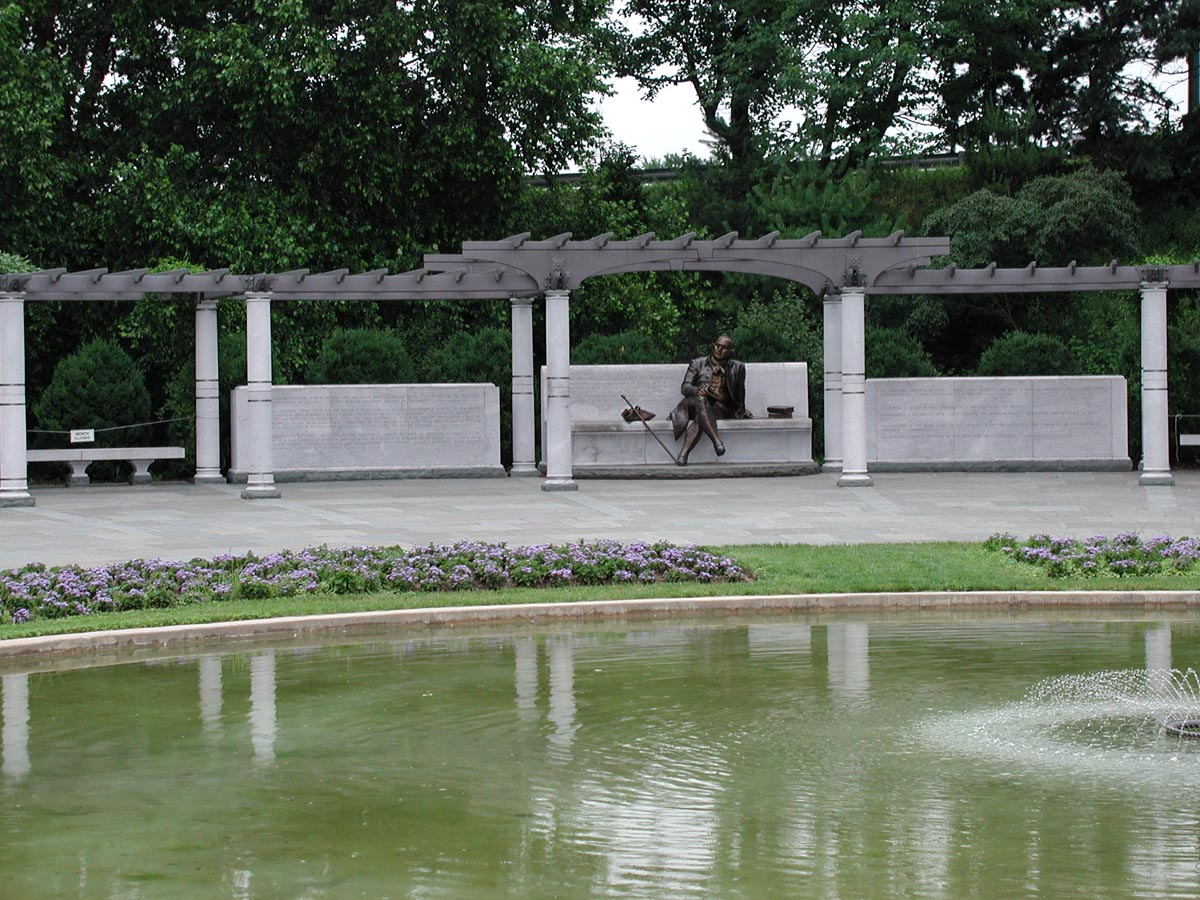
Monument a George Mason